# 西彼得曼山脈
71°35′S 12°10′E / 71.583°S 12.167°E
西彼得曼山脈（德語：Westliche Petermannkette）是南極洲的山脈，位於毛德皇后地的沃爾塔特山脈，屬於彼得曼山脈的一部分，全長30公里，該山脈由德國探險隊發現。